# 小原智司
小原 智司（おはら ちし、1944年7月15日 - ）は、日本の僧侶。曹洞宗大教師。豊橋市西光寺住職。全国曹洞宗青年会理事、日本スリランカ禅仏教協会事務局長を歴任。

## 来歴
愛知県田原市伊良湖生まれ（旧姓山下）。1973年駒澤大学仏教学部卒業。1975年同大学大学院修士課程修了。大本山永平寺特別僧堂安居。1983年全国曹洞宗青年会監査役、1985年全国曹洞宗青年会理事、1987年日本スリランカ禅仏教協会事務局長を歴任。1986年以来、スリランカやミャンマーなど、貧困や差別などの厳しい状況にいるアジア仏教国の人々への支援活動を行う。2004年スリランカで初の曹洞宗寺院となる瑞慶山永雲寺を建立。その寺院を拠点とし、貧困地域からの要請を受けて境内に幼稚園や小学校を建設するなど災害支援や教育振興に尽力。2011年6月、曹洞宗大教師。2018年に第42回正力松太郎本賞受賞。水月会、シャンティ国際ボランティア会、SOTO禅インターナショナル、日本ミャンマー友好協会などの会員。豊橋市大手町の西光寺住職。
著書に「三河 風外本高墨蹟集 - 虚心坦懐」。

## 受賞
- 2018年 第42回正力松太郎本賞[7]